# Project Rub
Project Rub (2004) är ett spel till den bärbara spelmaskinen Nintendo DS. Spelet är tillverkat av SEGA. I Japan heter spelet I Would Die for You (きみのためなら死ねる, Kimi no Tame Nara Shineru) och i USA Feel the Magic: XY/XX.
Spelet går ut på att charma en tjej, vilket ska göras genom att spelaren spelar olika minispel, som styrs genom spelmaskinens pekskärm.